# Vestre Ringvej (Grindsted)
 For alternative betydninger, se Vestre Ringvej. (Se også artikler, som begynder med Vestre Ringvej)
Vestre Ringvej  er en to sporet ringvej der går igennem det  vestlige Grindsted. Den er med til at lede trafikken uden om Grindsted Centrum, så byen ikke bliver belastet af så meget gennemkørende trafik.
Vejen forbinder Vestergade i syd med Simmelbrovej i nord, og har forbindelse til Langelandsvej, Tronsø Parkvej, Nollundvej og Ågeslundvej.